# Nhopkg-fe
Nhopkg-fe es una interfaz gráfica del gestor universal de paquete nhopkg en su versión 0.5. Su misión es facilitar el uso de nhopkg promover su difusión entre los usuarios finales.

## Tareas que puede realizar
- Instalar paquetes desde el repositorio.
- Instalar paquetes locales(es decir desde un fichero .nho o .src.nho).
- Desinstalar paquetes.
- Listar los ficheros que contiene un paquete(este instalado o no).
- Mostrar la información del paquete.
- Buscar entre todos los paquetes o entre los paquetes filtrados con el menú lateral.
- Comprobar la integridad de los paquetes instalados.
- Actualizar el repositorio.
- Crear paquetes de forma desatendida(desde un .tar.gz con código fuente, esto es experimental en el propio nhopkg).
- Crear paquetes a partir de uno binario de Slackware.